# ايفوزي خيطي القدم
ايفوزي خيطي القدم أو كريل خيطي القدم (الاسم العلمي:Nematoscelis) هو جنس من الحيوانات البحرية يتبع فصيلة الايفوزية من رتبة الايفوزيات.

## أنواع
- ايفوزي أطلسي (الاسم العلمي:Nematoscelis atlantica)
- ايفوزي صعب (الاسم العلمي:Nematoscelis difficilis)
- ايفوزي نحيل (الاسم العلمي:Nematoscelis gracilis)
- ايفوزي مفلق (الاسم العلمي:Nematoscelis lobata)
- ايفوزي كبير العيون (الاسم العلمي:Nematoscelis megalops)
- ايفوزي صغير العيون (الاسم العلمي:Nematoscelis microps)
- ايفوزي دقيق (الاسم العلمي:Nematoscelis tenella)